# コアラモード.
コアラモード． は、日本の音楽ユニット。2013年に活動開始。所属レーベルはアリオラジャパン。ユニット名は末尾に「．（全角ピリオド）」を付けて表記する。

## メンバー

### あんにゅ
- 1992年11月28日に神奈川県横浜市で誕生。
- 担当はボーカル・アコースティック・ギター。
- 血液型はB型。
- 特技は口笛。
- 小学生の頃に荒井由実に影響を受け、シンガーソングライターとして18歳の頃から音楽活動を始める。
- 2013年、中孝介のアルバム『ベストカバーズ〜もっと日本。〜』収録曲「もしも明日が」に、ゲストボーカルとして参加。
- 2017年、サトミツ&ザ・トイレッツの『ホワイト・アルバム』収録曲「日本のトイレからこんにちは」「ぷりぷり行進曲」「THEO」に、ゲストボーカルとして参加。
- 2018年、角松敏生のアルバム『Breath From The Season 2018〜Tribute to TOKYO ENSEMBLE LAB〜』収録曲「A Night in New York」に、デュエットのゲストボーカルとして参加。加えて、同年行われたツアーにもゲストボーカルとして、吉沢梨絵、浦壁多恵と共にコーラスとしても参加。また、同年12月のライブにもゲストボーカルとして参加。
- 2016年、TBS「レコード時代 2時間SP」に出演。坂崎幸之助、ムッシュかまやつ、松崎しげる、タブレット純らと共演。
- 絵本作家 ヨゼフ・パレチェクのファンであり、2016年5月3日、2017年1月27日、ユジク阿佐ヶ谷にてチェコアニメのトークショーに出演。
- 2024年12月18日にソロ名義での初のシングル「hohoho」を配信リリースした[3]。
- FM横浜「ゆ〜かりナイト」では、「あま☆ZAKEれいでぃお」のパーソナリティ「甘﨑くみ子」という人気キャラクターを演じていると疑われている。ゲストは毎回、何故か小幡が召喚され、ファーストネームの呼び名が時々弄られる。尼崎市の麹糀（注：当て字、こうじこうじ）さんが常連リスナー。歴代彼氏多数。2024年3月28日に「あま☆ZAKEれいでぃお」は惜しまれつつ終了した。が、2024年4月4日に「あま☆ZAKEれいでぃおドリーム」というアイドルグループで一攫千金を狙うオーディション番組が放送開始。レディアパ公式LINEで募集あり。ゲストは小幡が変わらず召喚されている。
- FM横浜「ゆ〜かりナイト」にて、2023年10月5日に「じゃがいもジャンケン」が降臨。昭和世代からは「ジャミラ」と言われるが、頑なに「じゃがいも」を貫く。その時々でその姿を顕現し、ジャンケンをして去っていく。FM横浜の各番組を席巻したことがある。チョキとチョキでダイヤモンドを作った「ダイヤモンド小幡さん」がライバル。2024年5月5日に何かが起こる予定。2024年5月5日ゴールデンじゃがいもウィーク開催（詳細はエピソード欄へ）。
- FM横浜「ゆ〜かりナイト」で、23時までリスナーを寝かせないコーナー「11時の壁」を発出。ディレクターが事前に教えていない選曲に合わせてコーナーが進められるかが聴きどころ。時間の都合でコーナーが無い時はリスナーの自主練を促されている（詳細は、X（旧Twitter）の「#11時の壁」参照）。

### 小幡 康裕
- 1990年3月30日に、神奈川県横浜市で誕生。
- 担当はキーボード・ギター・ベース・ドラム・プログラミング。
- 青山学院大学総合文化政策学部卒。
- 特技はタイピング（楽器のキーボードではなく、パソコンのキーボード）。
- NGT48、中孝介、カサリンチュ、トミタ栞他演劇や広告のサウンドプロデュースを手掛ける。
- 常田真太郎主宰のサッカーチーム「SWERVES」のメンバー。
- 加藤いづみからは「コアラさん」と呼ばれる。
- 2020年9月16日リリースのMISIAのシングル「君の背中にはいつも愛がある」作曲を担当。
- 2021年7月よりNHK教育テレビで放送開始のアニメ「ラブライブ!スーパースター!!」のオープニング主題歌「START!! True dreams」、12話挿入曲「Starlight Prologue」、番組コーナー「リエラのうた」全7曲、「ラブライブ!シリーズのオールナイトニッポンGOLD」タイアップ楽曲「Shooting Voice!!」を作曲。
- 2022年7月よりNHK教育テレビで放送開始のアニメ「ラブライブ!スーパースター!!」2期の10話挿入曲「Sing!Shine!Smile!」、12話挿入曲「未来の音が聴こえる」、番組コーナー「リエラのうた」全7曲、BD4巻特典曲「Hoshizora Monologue」を作曲。
- FM横浜「ゆ～かりナイト」内で、ドンズバーのマスター、ドンズバスの運転手、ドンズバーバーの美容師、ドンズバーガーの店員と転職しながら、驚異的なくしゃみを持つ謎の男「ねむお君」、ミニスカートにルーズソックスを太ももまで引き上げて履くという独自のスタイルを貫き通している「ギャル」に翻弄されながらも、リスナーからのお悩み相談を解決し、現在に蔓延る負の連鎖を断ち切る「どんズバっ！」な一曲を紹介している。
- FM横浜「ゆ～かりナイト」内で、リスナーからの投稿で、グーチョキパーで何作ろうをやることになり、チョキとチョキでダイヤモンドを生成し、あんにゅから弄られ続けている。

## 来歴
- 2013年結成。故郷の横浜みなとみらいを拠点とした路上ライブ、都内ライブハウスやニコニコ生放送、YouTubeでの活動を通して、徐々に知名度を上げる。
- 2014年11月26日 - インディーズシングル「メモリーズ」（新星堂のうち神奈川エリアを中心に限定販売）をリリース。
- 2015年2月18日 - シングル「七色シンフォニー」でアリオラジャパンよりメジャー・デビューを果たす。
- 2023年6月20日 - 玉井詩織のソロ曲「泣くな向日葵」の作詞・作曲を担当。
- 2024年4月14日 - 旧ファンクラブ「ゆ～かりクラブ」閉会
- 2024年4月15日 - 新ファンクラブ「ゆ～かりクラブ＋」開設

## エピソード
- ユニット名はあんにゅの雰囲気がコアラに似ていることから付けられた。元々は末尾にピリオドのない「コアラモード」だったが、画数を15画か17画にした方がいいというアドバイスを受け改名した。英語表記は「Coalamode.」（動物のコアラは「koala」）であり、「カンパニー（Co）」と「アラモード（à la mode）」を合わせた意味も兼ねている[4]。
- 2014年7月26日、FM横浜「FUTURESCAPE」に出演した際、出雲阿国から「あんにゅ」は風水的にはとてもいい名前であると言われた。
- 2023年7月27日、音楽以外の課外系活動Youtubeチャンネル「ゆ～かりチャンネル」が開設される。企画募集開始。
- 2023年7月30日、音楽以外の課外系活動Youtubeチャンネル「ゆ～かりチャンネル」にて、あんにゅの家のエアコンが壊れるも音を楽しみながらコーヒーを飲んでいた。外国の方から「夏休みはどこですか？」と聞かれたトークで乗り切る。
- 2023年11月5日、南堀江knave（大阪）コアラモード．全国ツアー「THIS IS COALAMODE.!!2023 ～Blue Moment Tour～」にて、ライブ後半で、暗闇の中に稲光と共に突如現れた白い大きな卵から「はるつげどり様」が爆誕。「目にも止まらぬスピードであろう～！ワッハッハッハ～！」の決め台詞を悉く小幡に「見えてるんですけどね。。。」と緩いツッコミを受けていた。嘴がマイクに当たってあたふたしながらもグッズ紹介が終わると颯爽と立ち去っていった。以降の全国ツアー「THIS IS COALAMODE.!!2023 ～Blue Moment Tour～」、2024年2月24日 SUPERNOVA KAWASAKI（川崎）「THIS IS COALAMODE.!!2023 ～Blue Moment Tour〜 10th ANNIVERSARY LIVE」の舞台にも舞い降りた。しかし2月24日以降の行方は誰も知らない。
- 2024年5月2日、FM横浜「ゆ〜かりナイト」にて、「あま☆ZAKEれいでぃおドリーム」にてLINE募集で集まった、第1回オーディションが開催される。3名の選出者はいずれも男性ばかりだったが、応募者多数の為、次週の放送（2024年5月16日予定）へもオーディションが継続することが決定。既に応募した方へは「応募した人は、まさか放送されるなんて今から戦々恐々なんじゃない？」と小幡から心配されている。
- 2024年5月5日、こどもの日から突如として始まった「ゴールデンじゃがいもウィーク」。あんにゅによるじゃがいもジャンケン普及活動の一環。 事前学習①、②をおさらい後、偽じゃがいも（植松哲平）、レモン（香川沙耶）、小幡康裕（小幡康裕）とのコラボ動画の視聴を済ませていることが望ましい。 あんにゅのXにて告知されるtiktok動画が下記にて配信されている。あんにゅの姉、両親からの制止を振り切っての配信となっている。

| ゴールデン じゃがいもウィーク | 曲名                   | TikTok                          | Youtube                          |
| ----------------------------- | ---------------------- | ------------------------------- | -------------------------------- |
| 2024年5月5日                  | かたつむり             | かたつむり(TikTok)              | かたつむり（Youtube）            |
| 2024年5月6日                  | ぞうさん               | ぞうさん(TikTok)                | ぞうさん（Youtube）              |
| 2024年5月7日                  | チューリップ           | チューリップ（TikTok）          | チューリップ（Youtube）          |
| 2024年5月8日                  | はとぽっぽ             | はとぽっぽ(TikTok)              | はとぽっぽ(Youtube)              |
| 2024年5月9日                  | むすんでひらいて       | むすんでひらいて（TikTok）      | むすんでひらいて（Youtube)       |
| 2024年5月10日                 | 幸せなら手をたたこう   | 幸せなら手をたたこう （TikTok） | 幸せなら手をたたこう （Youtube） |
| 2024年5月11日                 | 赤とんぼ               | 赤とんぼ（TikTok）              | 赤とんぼ（Youtube）              |
| 2024年5月30日                 | うたうじゃがいも総集編 |                                 | うたうじゃがいも総集編 (Youtube) |

- 2024年5月12日(日)、YokohamaMintHallで開催されたコアラモード．のライブ「COALAMODE. HOLIDAY 〜ピースと花束〜」において、アンコール時にじゃがいも様が降臨し、じゃがいもジャンケンを5回実施、小幡も参加して、あんにゅが勝利したことで、ゴールデンじゃがいもウィークの幕が無事下ろされた。が、9月28日(土)にあかいくつ劇場において、『あんにゅ劇場～じゃがいもリサイタル～』開催が発表された。ジャンケンで負けた小幡がゲスト出演する可能性がある（info）。

- 2024年5月16日(木)、FM横浜「ゆ～かりナイト」へゲスト出演した、やのてつ。コアラモード．のファンで、様々な角度からコアラモード．の考察を実施した内容を披露した。
  1. 「ゆ～かりチャンネル」をサンプルとして、芸人の経験もない小幡のツッコミが素晴らしいと評され、ツッコミ速度の平均値が0.38秒/回であり、次元大介の早撃ちと同レベルであることを報告、小幡が「次元大介となんか一緒って嬉しいですね！」と歓喜した。特に「ゆ～かりチャンネル」内「」での小幡の「いやもう完全に話の比重がコーヒーに寄ってんのよ！」は的確なツッコミと評される。
  2. やのてつは様々な人物と会う機会が多くあり、人を見る目に自信を持っており、「目を見ればわかる」とのことで、somewhere sakuや泉ノ波あみの目を見て「内面に色々持ってる！」と判断し、その通りになった実績から「ゆ～かりチャンネル」内の「【振り返り】コアラモード .YouTubeスタート半月経過！ゆる中間報告」回のオープニングで「甲子園のサイレンの物真似をしながら小幡を見るあんにゅの目」を見て「内面にまだまだ隠し持ってる！」と感じたようで、「ゆ～かりナイト」放送開始時からの知り合いだったのにも関わらず、気づけなかったことを謝罪された。
  3. 憧れの甘﨑くみ子の番組「あまざけ☆れいでぃおドリーム」へも出演した。
  4. どっちモードの「紅」の生演奏にも参加した。

- 2024年5月16日(木)、FM横浜「ゆ〜かりナイト」にて、「あま☆ZAKEれいでぃおドリーム」にてLINE募集で集まった、第2回オーディションが開催される。小幡と共にやのてつもゲスト出演。甘﨑に酷評された、猿の物真似をやる気がない小幡とは違い「プロゴルファー猿」を見事にやり遂げられ、甘﨑からの「ストラーーーイクっ！」をいただき、「よせよ、、照れるじゃん」のセリフを残した。今回の3名の選出者はいずれも振り切った物真似を披露し、甘﨑を歓喜させ「適当に何かしら」を贈ることになった。
- 2024年5月29日(水)、小幡のXアカウントにて「小幡ドラム時代のコアラモード．(2014年、デビュー前)」の短い映像が公開され、当時から小幡のドラム演奏の完成度の高さを如実に示す結果となった。
- 2024年5月30日(木)、YouTube生配信「FMヨコハマを語る会（仮）」にて、やのてつ演出のオープニングアクトで藤田優一の「ポロリもあるよ」のセリフの後に、絶妙なタイミングで「あるかい～！」の掛け声と共にあんにゅから藤田の後頭部目掛けてハリセンでツッコミが入った。行方不明だったアカミちゃん＆ボーイフレンドも出演し、じゃがいもジャンケンも披露した。
- 2024年6月3日(月)、あんにゅのXアカウントにて、6月から数日に一度「うたうじゃがいも こと じゃがいもジャンケン」の動画がTikTok及びYoutubeショートにて公開される旨が発表された。童謡をアカペラで披露し、じゃがいもジャンケンをする流れは変わらないが、ゴールデンじゃがいもウィークで魅せた映像編集力が開花していく「じゃがいも🥔」様の姿を拝見できる。公開内容は下表を参照のこと。

| うたう じゃがいも 公開 | 曲名                                     | TikTok                                | Youtube                                           |
| ---------------------- | ---------------------------------------- | ------------------------------------- | ------------------------------------------------- |
| 2024年6月1日           | パンダうさぎコアラ                       | パンダうさぎコアラ (TikTok)           | パンダうさぎコアラ (Youtube)                      |
| 2024年6月3日           | どんぐりころころ                         | どんぐりころころ (TikTok)             | どんぐりころころ (Youtube)                        |
| 2024年6月5日           | グーチョキパーでなに つくろう            | グーチョキパーでなに つくろう(TikTok) | グーチョキパーでなに つくろう(Youtube)            |
| 2024年6月7日           | あめふり                                 | あめふり（TikTok）                    | あめふり（Youtube）                               |
| 2024年6月9日           | にじ                                     | にじ（TikTok）                        | にじ（Youtube）                                   |
| 2024年6月11日          | いぬのおまわりさん                       | いぬのおまわりさん (TikTok)           | いぬのおまわりさん (Youtube)                      |
| 2024年6月14日          | おもちゃのチャチャチャ                   | おもちゃのチャチャチャ (TikTok)       | おもちゃのチャチャチャ （Youtube）                |
| 2024年6月16日          | アルプス一万尺                           | アルプス一万尺 (TikTok)               | アルプス一万尺 (Youtube)                          |
| 2024年6月19日          | ぶんぶんぶん                             | ぶんぶんぶん (TikTok)                 | ぶんぶんぶん (Youtube)                            |
| 2024年6月25日          | 夕やけこやけ                             | 夕やけこやけ(TikTok)                  |                                                   |
| 2024年7月２日          | おつかいありさん                         | おつかいありさん (TikTok)             |                                                   |
| 2024年7月5日           | 徹子の部屋のテーマ                       | 徹子の部屋のテーマ (TikTok)           | 徹子の部屋のテーマ (Youtube)                      |
| 2024年7月8日           | げんこつ山のたぬきさん                   | げんこつ山のたぬきさん (TikTok)       |                                                   |
| 2024年7月10日          | 【うたうじゃがいも総集編】 6月童謡まとめ |                                       | 【うたうじゃがいも総集編】 6月童謡まとめ(Youtube) |
| 2024年7月11日          | ねこふんじゃった                         | ねこふんじゃった (TikTok)             |                                                   |
| 2024年7月16日          | かえるの合唱 ※ゲスト出演あり             | かえるの合唱(TikTok)                  | かえるの合唱(Youtube)                             |
| 2024年7月21日          | 海                                       | 海(TikTok)                            |                                                   |

- 2024年6月9日(日）、小幡が雨宮天のサポートで愛知県に行った隙に、TikTokのコアラモード．公式アイコンが、「うたうじゃがいも＆じゃがいもジャンケンこと、じゃがいも」に乗っ取られた。
  - 2024年7月18日(木）、TikTokアカウント名が、「コアラモード．」表記から「じゃがいも」にいつの間にか変わっていることを確認。
- 2024年6月9日(日)、あんにゅが冷蔵庫に乾燥剤と一緒に保存していた「焼きかま」がカリカリになったとXアカウントでポストした。なお、乾燥剤の画像のみで「カリカリになった焼きかま」の画像はアップされなかったことから、気づいた時には完食した模様。美味だったとの感想が残る。
- 2024年6月13日(木)、FM横浜「ゆ〜かりナイト」にて、「国民的！あま☆ZAKEスターオーディション」第二弾「猫の鳴き真似ができる人」がLINEで募集された。
- 2024年6月16日(日) 、象の鼻テラスで開催された、『横浜ヨコハマ×コアラモード. 笑って歌って父の日スペシャルLIVE』にて、横浜ヨコハマの楽曲「We Love YOKOHAMA」を4人でセッション演奏した。また今後も「笑って、歌って」イベントを企画していくことを発表された。
- 2024年6月17日(月)、『しおこうじ玉井詩織×坂崎幸之助のお台場フォーク村』 第157夜「逆境こそがチャンスだぜぃ」に出演したあんにゅが各出演者とじゃがいもジャンケン対決を実施。
  - 坂崎幸之助（THE ALFEE）と玉井詩織（ももいろクローバーZ）とのじゃがいもの奇跡(TikTok)
  - やまもとひかるとのじゃがいも友好条約(TikTok)

- 2024年6月20日(木)、FM横浜「PRIME TIME」番組中に22時からの「コアラモード.のゆ～かりナイト」打ち合わせ中だったあんにゅの後ろにじゃがいもの恰好をした栗原治久が突如現れ、じゃがいもジャンケンを実施。Tシャツでじゃがいもになった栗原が終始お腹を隠す姿が散見された。(X動画）
- 2024年6月27日(木)、FM横浜「ゆ〜かりナイト」にて、「国民的！あま☆ZAKEスターオーディション」第二弾「猫の鳴き真似ができる人」の応募者の作品が発表された。応募者多数に小幡は驚きが隠せない様子であった。逸品揃いな作品群に甘﨑くみ子も満足気であったが、引き続き第三弾「ホタテの鳴き真似ができる人」がLINEで募集された。
- 2024年7月5日(金)、猛暑の続くなか、じゃがいもの撮影をしたとのあんにゅのポストが投稿される。（Xポスト）
- 2024年7月11日(木)、FM横浜「ゆ〜かりナイト」にて、2024年7月7日(日)にヤマハミュージック横浜みなとみらいで開催された「あんにゅ アコースティックギター トーク＆ライヴ ～ゆ〜かりに短冊～」にて『横浜でコアラモード．フェスをしたい』（Xポスト）と短冊に書いて願いを込めた旨、あんにゅから報告を受けた小幡も「是非やりたいですね」と賛同していた。
- 2024年7月11日(木)、FM横浜「ゆ〜かりナイト」にて、「国民的！あま☆ZAKEスターオーディション」第三弾「ホタテの鳴き真似ができる人」の応募者の粒ぞろいの名(迷)作が発表された。甘﨑くみ子が終始笑いを堪えきれない事態となる秀逸な作品ばかりであった。小幡も笑いを堪えられない様子だった。まだまだミラクルな才能を発掘すべく引き続き募集される。第四弾の応募内容は「オオカミの鳴き真似ができる人」。
- 2024年7月19日(金)、小幡がX（旧Twitter）上で隣接するLANケーブル同士が与えるノイズのことを「エイリアンクロストーク」ということを知り、１曲書けそうなネーミングだとつぶやいた。

## ディスコグラフィー

### インディーズ

#### シングル
| 枚  | 発売日         | タイトル   | 規格品番 | 収録曲                                       | 備考                                                                               |
| --- | -------------- | ---------- | -------- | -------------------------------------------- | ---------------------------------------------------------------------------------- |
| 1st | 2014年11月26日 | メモリーズ | UXCL-71  | CD 1. メモリーズ 2. 流れ星 3. リアル 4. 未来 | 神奈川エリア中心新星堂限定 2021年6月19日“ユラユラリカ”と同日に配信リリースされた。 |

### メジャー

#### シングル
| 枚  | 発売日         | タイトル                 | 規格品番                                                  | 収録曲 | 備考                                                                                          |
| --- | -------------- | ------------------------ | --------------------------------------------------------- | --- | --------------------------------------------------------------------------------------------- |
| 1st | 2015年2月18日  | 七色シンフォニー         | BVCL-629（通常盤） BVCL-630（期間生産限定盤）             | CD 1. 七色シンフォニー 2. あのさ、あのね 3. We Are Coalamode.!! 4. 七色シンフォニー-TV Size- | オリコン最高28位、登場回数8週                                                                 |
| 2nd | 2015年7月8日   | Dan Dan Dan              | BVCL-655（通常盤）                                        | CD 1. Dan Dan Dan 2. 碧空の下 〜flower of youth〜 3. 君がいる空 4. We Are Coalamode.2!! 〜公生 & かをりver.〜 | オリコン最高62位、登場回数1回                                                                 |
| 3rd | 2016年3月9日   | さくらぼっち             | BVCL-704/5（初回生産限定盤） BVCL-706（通常盤）           | CD 1. さくらぼっち 2. ありがとう、そしてさよなら 3. 幸せの証 4. 拝啓、5年後の私 | オリコン最高59位 LINE MUSIC「BGM & 着うた TOP100」最高3位 LINE MUSIC「ソング TOP 100」最高5位 |
| 4th | 2016年10月26日 | 雨のち晴れのちスマイリー | BVCL-753/4（初回生産限定盤） BVCL-755（通常盤）           | CD 1. 雨のち晴れのちスマイリー 2. 豆の木 3. Dive! 4. We Are Coalamode.3!! 〜Xmas ver.〜 | オリコン最高78位                                                                              |
| 5th | 2017年10月25日 | 大旋風                   | BVCL-838/9（初回生産限定盤） BVCL-840（通常盤）           | CD 1. 大旋風 2. ごらんください 3. We Are Coalamode.4!! 〜ゆ〜かり音頭ver.〜 | オリコン最高52位                                                                              |
| 6th | 2018年4月25日  | 花鳥風月                 | BVCL-882（初回生産限定盤） BVCL-883（通常盤）             | CD 1. 花鳥風月 2. ∞(無限) 3. 花鳥風月 Instrumental 4. ∞(無限) Instrumental | オリコン最高48位                                                                              |
| 7th | 2019年3月6日   | ビューティフルデイズ     | BVCL-954/5（初回限定盤） BVCL-956（通常盤）               | CD 1. ビューティフルデイズ 2. カンパイ! 3. 地区センターに行こうよ 4. ビューティフルデイズ Instrumental | オリコン最高59位                                                                              |
| 8th | 2021年2月17日  | ネモフィラ               | BVCL-1122/3（完全生産限定盤） BVCL-1124（期間限定生産盤） | CD - 完全生産限定盤 1. ネモフィラ 2. ちゃんと手をつなごう 3. わたしの願いごと 4. ネモフィラ Instrumental BD 1. ネモフィラ Music Video 2. いとしさぶんの距離 Live Movie （LIVE fromコアラモード．ワンマンライブ We Are Coalamode.!!2020～こりゃどーもフェスタ～（2020年11月29日＠関内ホール・大ホール）） - 期間限定生産盤 1. ネモフィラ 2. ちゃんと手をつなごう 3. ネモフィラ-TV Size- 4. ネモフィラ Instrumental | オリコン最高33位                                                                              |

#### 配信シングル
| 枚   | 発売日         | タイトル           | 備考                                                      |
| ---- | -------------- | ------------------ | --------------------------------------------------------- |
| 1st  | 2017年2月1日   | Hurray!(フレー!)   | ※COALAMODE.2〜街風泥棒〜に収録されている                  |
| 2nd  | 2017年6月30日  | 気球にのって       | ※COALAMODE.2〜街風泥棒〜に収録されている                  |
| 3rd  | 2019年4月13日  | 思い出コレクション | ※COALAMODE.3〜Blue Moment〜にリマスター後・収録されている |
| 4th  | 2020年2月18日  | あなたに会えて     | ※COALAMODE.3〜Blue Moment〜にリマスター後・収録されている |
| 5th  | 2020年10月29日 | アンダンテ         | ※COALAMODE.3〜Blue Moment〜にリマスター後・収録されている |
| 6th  | 2021年6月19日  | ユラユラリカ       | ※COALAMODE.3〜Blue Moment〜にリマスター後・収録されている |
| 7th  | 2021年12月14日 | ラッタッタラッタ   | ※COALAMODE.3〜Blue Moment〜にリマスター後・収録されている |
| 8th  | 2022年2月18日  | はるつげどり       | ※COALAMODE.3〜Blue Moment〜にリマスター後・収録されている |
| 9th  | 2023年4月27日  | ビデオテープ       | ※COALAMODE.3〜Blue Moment〜にリマスター後・収録されている |
| 10th | 2025年2月18日  | アイトユー         |                                                           |

#### コラボレーション
| 発売日         | タイトル                   | 備考                         |
| -------------- | -------------------------- | ---------------------------- |
| 2022年8月9日   | FUWA! FUWA! NEXT STAGE     | 武田真治とコアラモード．名義 |
| 2022年12月20日 | 恋は冬の精                 | 武田真治とコアラモード．名義 |
| 2023年7月11日  | コノナツトコナツココナッツ | 武田真治とコアラモード．名義 |
| 2023年12月19日 | クリスマス シルエット      | 武田真治とコアラモード．名義 |
| 2024年3月26日  | お目覚めエンジェル         | 武田真治とコアラモード．名義 |
| 2024年5月2日   | どうするつもり？           | 武田真治とコアラモード．名義 |

#### アルバム
| 枚  | 発売日         | タイトル                   | 規格品番                                        | 収録曲 | 備考         |
| --- | -------------- | -------------------------- | ----------------------------------------------- | --- | ------------ |
| 1st | 2017年2月8日   | COALAMODE.                 | BVCL-772/3（初回生産限定盤） BVCL-774（通常盤） | CD 1. ダンデライオン 2. 七色シンフォニー 3. 豆の木 4. みんなのバス 5. 拝啓、5年後の私 6. メモリーズ 7. ママのママのママのママ 8. Dan Dan Dan 9. 海 10. 碧空の下〜flower of youth〜 11. 損得感情 12. さくらぼっち 13. 充電器 14. 雨のち晴れのちスマイリー 15. 未来 BD 1. メモリーズ 2. 七色シンフォニー 3. Dan Dan Dan 4. さくらぼっち 5. ありがとう、そしてさよなら 6. 雨のち晴れのちスマイリー 7. ママのママのママのママ（NHKみんなのうた） 8. 未来 9. Music Video おまけ | オリコン36位 |
| 2nd | 2018年5月30日  | COALAMODE.2〜街風泥棒〜    | BVCL-888/9（初回生産限定盤） BVCL-890（通常盤） | CD 1. トライアゲイン 2. 恋愛定規 3. 花鳥風月 4. バードマン 5. 大旋風 6. 位置エネルギー 7. ホップステップジャンプ 8. Hurray!(フレー!) 9. 気球にのって 10. ごらんください 11. どろぼう猫 12. 僕に足りないものは 13. セキララ☆キラキラ 14. サラバ、愛しき悲しみたちよ(BONUS TRACK) BD 1. 花鳥風月 2. 僕に足りないものはshort ver. in プラハ Music Video 3. COALAMODE.2〜街風泥棒メモリー〜おまけ                                                                              | オリコン35位 |
| 3rd | 2023年10月25日 | COALAMODE.3〜Blue Moment〜 | BVCL-1316/7(初回生産限定盤) BVCL-1318（通常盤)  | CD 1. ネモフィラ 2. ラッタッタラッタ 3. アンダンテ 4. わたしの願いごと 5. 思い出コレクション 6. 雨上がりには好きだといって 7. ユラユラリカ 8. ビデオテープ 9. ビューティフルデイズ 10. I'LL BE 11. カンパイ！ 12. あなたに会えて 13. はるつげどり BD |              |

#### ミニ・アルバム
| 枚  | 発売日        | タイトル         | 規格品番                                        | 収録曲 | 備考         |
| --- | ------------- | ---------------- | ----------------------------------------------- | --- | ------------ |
| 1st | 2019年7月17日 | 空色コントラスト | BVCL-972/3（初回生産限定盤） BVCL-974（通常盤） | CD 1. 革命前夜(feat.高橋久美子) 2. 夏ノ詩(feat.島田昌典) 3. 夕焼けのファインダー(feat.武田真治) 4. トマレーニャ(feat.コレサワ) 5. 五月雨式ですみません(feat.TAKUYA) 6. 思い出の雨が降る(feat.伊藤俊吾) DVD(LIVE from ONLY TWO!!2019<東京> 1. メモリーズ 2. ビューティフルデイズ 3. 大旋風 4. 七色シンフォニー | オリコン55位 |

#### その他
| 枚  | 発表日        | タイトル           |
| --- | ------------- | ------------------ |
| 1st | 不明          | だって             |
| 2nd | 2013年2月5日  | 悲しみは雪のように |
| 3rd | 2013年4月16日 | Hello Hello Hello  |
| 4th | 2020年4月21日 | いとしさぶんの距離 |

## タイアップ一覧
| 曲名                         | タイアップ                                                                                                 |
| ---------------------------- | --- |
| メモリーズ                   | tvk「saku saku」2014年12月度エンディングテーマ                                                             |
| メモリーズ                   | tvk「ハマナビ」2015年度エンディング・テーマ                                                                |
| 未来                         | 仙台セントラル総合開発"クレアホームズ"TVCM                                                                 |
| 七色シンフォニー             | フジテレビ系アニメノイタミナ枠『四月は君の嘘』オープニングテーマ                                           |
| 七色シンフォニー             | KBS京都「京スポ」2015年2月度エンディングテーマ                                                             |
| Dan Dan Dan                  | 「ハウス食品」カレーキャンペーンTVCM エンディングテーマ                                                    |
| Dan Dan Dan                  | 高知さんさんテレビ 「おちゃのまLiveさんスタ!」 テーマソング                                                |
| Dan Dan Dan                  | BS日テレ「ボウリング革命 P★League」第7シーズンエンディングテーマ                                           |
| 碧空の下 〜flower of youth〜 | 2015年全国高校野球神奈川県大会中継応援ソング（TVK）                                                        |
| 拝啓、5年後の私              | 愛知学院大学 安心Net出願TVCM                                                                               |
| 幸せの証                     | マックスバリュ中部 TVCM                                                                                    |
| 雨のち晴れのちスマイリー     | tvk「saku saku」10月度エンディングテーマ                                                                   |
| さくらぼっち                 | NHK-FM「ミュージックライン」2016年4・5月度オープニングテーマ                                               |
| 豆の木                       | tvk「ハマナビ」2016年度エンディングテーマ                                                                  |
| Hurray!（フレー!）           | 湘南ゼミナール TVCM                                                                                        |
| ごらんください               | tvk「ハマナビ」2017年度エンディングテーマ                                                                  |
| 花鳥風月                     | テレビ東京系アニメ「BORUTO-ボルト- NARUTO NEXT GENERATIONS」エンディングテーマ（第52話 -）                 |
| 気球にのって                 | アニマックス「うたのじかん」                                                                               |
| ホップステップジャンプ       | tvk「ハマナビ」2018年度エンディングテーマ                                                                  |
| バードマン                   | YOUテレビ「とっておき@神奈川区」テーマソング                                                               |
| トライアゲイン               | NHK-FM「ミュージックライン」2018年6・7月度エンディングテーマ                                               |
| ビューティフルデイズ         | 読売テレビ・日本テレビ系アニメ「逆転裁判 〜その「真実」、異議あり!〜」Season2 第13-23話 エンディングテーマ |
| 夕焼けのファインダー         | CBCテレビ「チャント!」テーマ楽曲                                                                           |
| 思い出コレクション           | tvk「ハマナビ」2019年度エンディングテーマ                                                                  |
| 五月雨式ですみません         | 小学館「少年サンデーラブコメフェア」CMソング                                                               |
| あなたに会えて               | アサヒカルピスウェルネス「アレルケア」CMソング                                                             |
| アンダンテ                   | tvk「ハマナビ」2020年度エンディングテーマ                                                                  |
| ネモフィラ                   | TBS系アニメ「俺だけ入れる隠しダンジョン」エンディングテーマ                                                |
| わたしの願いごと             | スーパーマーケット バロー 2020年 年末CM                                                                    |
| ユラユラリカ                 | tvk「ハマナビ」2021年度エンディングテーマ                                                                  |
| ラッタッタラッタ             | バローホールディングス 2021年 年末CMソング                                                                 |
| はるつげどり                 | KBS京都テレビ「京スポ」3月度エンディングテーマ                                                             |
| I'LL BE                      | tvk「ハマナビ」2022年度エンディングテーマ                                                                  |
| FUWA! FUWA! NEXT STAGE       | 文化放送「ガキパラ〜NEXT STAGE〜」番組内製作楽曲                                                           |
| 恋は冬の精                   | 文化放送「ガキパラ〜NEXT STAGE〜」番組内製作楽曲                                                           |
| コノナツトコナツココナッツ   | 文化放送「ガキパラ〜NEXT STAGE〜」番組内製作楽曲                                                           |
| クリスマス シルエット        | 文化放送「ガキパラ〜NEXT STAGE〜」番組内製作楽曲                                                           |
| お目覚めエンジェル           | 文化放送「ガキパラ〜NEXT STAGE〜」番組内製作楽曲                                                           |
| どうするつもり？             | 文化放送「ガキパラ〜NEXT STAGE〜」番組内製作楽曲                                                           |

## ミュージックビデオ
| 公開年 | 監督                   | 曲名                       | 備考           |
| ------ | ---------------------- | -------------------------- | -------------- |
| 2013年 |                        | 悲しみは雪のように         | リリックビデオ |
| 2013年 | Hello Hello Hello      |                            |                |
| 2014年 |                        | ダンデライオン             |                |
| 2014年 | KNJTBS                 | あのさ、あのね             |                |
| 2014年 | ヒグチリョウ           | メモリーズ                 |                |
| 2015年 | ヒグチリョウ           | 七色シンフォニー           |                |
| 2015年 | ヒグチリョウ           | Dan Dan Dan                |                |
| 2015年 | KNJTBS                 | 流れ星                     |                |
| 2016年 |                        | ありがとう、そしてさよなら | リリックビデオ |
| 2016年 | タカヌマイクヨ         | さくらぼっち               |                |
| 2016年 | タカヌマイクヨ         | 雨のち晴れのちスマイリー   |                |
| 2017年 |                        | 未来                       |                |
| 2017年 | 気球にのって           |                            |                |
| 2017年 | 大旋風                 |                            |                |
| 2019年 |                        | ビューティフルデイズ       |                |
| 2019年 | 夕焼けのファインダー   |                            |                |
| 2019年 | 夏ノ詩                 |                            |                |
| 2020年 |                        | あなたに会えて             |                |
| 2021年 |                        | ネモフィラ                 |                |
| 2021年 | アンダンテ             |                            |                |
| 2021年 | わたしの願いごと       |                            |                |
| 2022年 | 黒正憲司               | はるつげどり               |                |
| 2022年 | 黒正憲司               | FUWA! FUWA! NEXT STAGE     |                |
| 2022年 | James Sasaki           | 恋は冬の精                 |                |
| 2023年 | 花輪研斗               | ビデオテープ               |                |
| 2023年 | James Sasaki、武田真治 | コノナツトコナツココナッツ |                |
| 2025年 | Shugo                  | アイトユー                 |                |

## 楽曲提供・録音参加
| 発表日        | アーティスト名 | 曲名   | 提供者・参加者 | 内容                                     |
| ------------- | -------------- | ------ | -------------- | ---------------------------------------- |
| 2024年5月15日 | 青山なぎさ     | 解放   | 小幡康弘       | 作曲/編曲                                |
| 2024年6月5日  | キンモクセイ   | さらば | 小幡康弘       | 録音参加(『あたしンちNEXT』配信に伴って) |
| 2025年3月5日  | sumika         | 愛染   | 小幡康弘       | 編曲(sumikaと共編曲)                     |

## 出演

### テレビ

#### レギュラー
- コアラモード.小幡康裕のガチンコスターダストプラネット（2018年4月 -、フジテレビNEXT） - 小幡のみ

#### ゲスト出演
- しおこうじ玉井詩織×坂崎幸之助のももいろフォーク村NEXT（2024年5月28日(火)、フジテレビNEXT） - シークレットゲストとして出演
- しおこうじ玉井詩織×坂崎幸之助のお台場フォーク村 第157夜「逆境こそがチャンスだぜぃ」（2024年6月17日(月)、フジテレビNEXT）

### ラジオ

#### レギュラー
- YOKOHAMA RADIO APARTMENT ゆ〜かりナイト（2017年4月 -、毎週木曜日22時～23時30分、Fm yokohama）
- ガキパラ〜NEXT STAGE〜（2022年3月 - 2024年3月、文化放送）
- ガキパラ～SPECIAL STAGE～（2024年5月2日(木)20時～21時　特番不定期、文化放送）
- ガキパラ～SPECIAL STAGE～（2024年8月12日(木)11時～13時　特番不定期、文化放送）
- ガキパラ～SPECIAL STAGE～（2024年12月27日(金)19時～　特番不定期、文化放送）

#### ゲスト出演
- レコメンA（2024年9月13日(金)、文化放送）
- 牛嶋俊明ドリームファクトリー（2024年9月20日(金)、FM岡山）
- Ario Happy Saturday（2024年9月21(土)、FM岡山）
- おかやまアーツフェスティバル2024 CRED Heart Beat Live（公開録音）（2024年11月3日(日)14時～、FM岡山）
- YOKOHAMA RADIO APARTMENT 『ちょいと歌います』（2024年12月29日24日(火) 22時〜、Fm yokohama）
- YOKOHAMA RADIO APARTMENT『ドア開けてます！』（2024年12月30日(月)、Fm yokohama）
- FMヨコハマ『Tresen』（2024年12月30日(月)、Fm yokohama） - あんにゅのみ出演
- 畠山美由紀『Travelin' Light』（2025年2月15日(土)11時〜13時、Fm yokohama） - あんにゅのみ出演

### 配信
- 2024年6月2日(日) - コアラモード.ファンクラブ「ゆ～かりクラブ+」にて小幡による、BAR小幡的な配信を実施。
- 2024年6月22日(土) - コアラモード.ファンクラブ「ゆ～かりクラブ+」にて、あんにゅによる「きまぐれおやすみ配信」を実施。
- 2024年12月23日(月) - あんにゅとクリスマス〜みんなサンタ〜

#### ゲスト出演
- 2023年9月28日(木) - YouTube生配信「FMヨコハマを語る会（仮）」 - あんにゅのみ出演
- 2023年12月20日(水) -  YouTube生配信「FMヨコハマを語る会（仮）2」 - あんにゅのみ出演
- 2024年5月15日(水) - Youtube配信 あたしンち × キンモクセイ「さらば〜Anniversary version〜」 | 特別映像 | あたしンち - 小幡がサポートキーボードとして参加
- 2024年5月30日(木) - YouTube生配信「FMヨコハマを語る会（仮）3」 - あんにゅのみ出演
- 2024年8月1日(木) 20:00～21:00 - YouTube生配信「FMヨコハマを語る会（仮）4」 - あんにゅのみ出演

## 主なライブ

### ワンマンライブ・主催イベント
- 2015年9月21日 - We Are Coalamode.!!2015
- 2016年5月1日 - 8日 - We Are Coalamode.!! 2016〜なんだか会いたくなっちゃった〜
- 2016年12月3日 - We Are Coalamode.!! 2016〜あのさ、あのねの大発表〜
- 2017年3月25日 - 4月23日 - THIS IS COALAMODE.!!2017 〜春らんらんツアー〜
- 2017年10月28日 - We Are Coalamode.!! 2017 〜ソーレ♪ソレソレ秋祭り〜
- COALAMODE. “AT HOME” TOUR 2022 コアラトラベル ツアー
  - 2022年8月13日(土) - 季ららYokohama（横浜）
  - 2022年8月28日(日) - LIVEHOUSE UHU（静岡）
  - 2022年9月3日(土) - SENDAI KOFFEE CO.（センダイコーヒー）（仙台）
  - 2022年9月25日(日) - Live café&bar アクアリウム （福岡）
  - 2022年10月1日(土) - 鑪ら場（たたらば）（名古屋）
  - 2022年10月15日(土) - 御茶ノ水KAKA（東京）
- コアラモード．全国ツアー「THIS IS COALAMODE.!!2023 ～Blue Moment Tour～」
  - 2023年11月05日(日) - 南堀江knave（大阪）
  - 2023年11月12日(日) - CLUB CITTA'（川崎）
  - 2023年11月18日(土) - HeartLand（名古屋）
  - 2023年11月26日(日) - 仙台ROCKATERIA（仙台）
- 2024年2月24日(土) - SUPERNOVA KAWASAKI（川崎）「THIS IS COALAMODE.!!2023 ～Blue Moment Tour〜 10th ANNIVERSARY LIVE」
- 2024年2月24日(土) - SUPERNOVA KAWASAKI（川崎）ゆ～かりクラブ会員限定「THIS IS COALAMODE.!!2023 ～Blue Moment Tour〜 10th ANNIVERSARY LIVE」打ち上げ会 ※有料配信あり
- 2024年4月23日(火) - あんにゅソロ（NAKED LOFT）『そろそろソロライブ』
- 2024年5月12日(日) - Yokohama mint hall　＜COALAMODE. HOLIDAY 〜ピースと花束〜＞ ※有料配信あり
- 横浜ヨコハマ×コアラモード. 笑って歌ってツアー
  - 2024年8月3日(土) - 生麦地区センター 体育室　AM11:00～
- 2024年8月12日(月) - Naked Loft Yokohama『あんにゅ定期演奏会』（info＆申込）
- コアラモード．バンドツアー 「コアラトラベラーズ 2024」（info）
  - 2024年8月25日(日) - 新横浜LiT ★横浜公演（昼公演）OPEN: 12:00 / START: 12:30（info&申込)
  - 2024年8月25日(日) - 新横浜LiT ★横浜公演（夜公演）OPEN: 18:00 / START: 18:30（info&申込）
  - 2024年9月7日(土) - someno kyoto★京都公演（昼公演）OPEN: 12:00 / START: 12:30（info&申込）
  - 2024年9月15日(日)  - LIVEHOUSE UHU★静岡公演（夜公演）OPEN: 18:00 / START: 18:30（info&申込）
  - 2024年9月16日(月/祝) 名古屋Heartland ★愛知公演（夜公演）OPEN: 17:30 / START: 18:00（info&申込）
- 2024年9月28日(土) - あかいくつ劇場(横浜）あんにゅ劇場～じゃがいもリサイタル～
- 2024年10月13日(日) - COALAMODE. PREMIUM PARTY at B-flat(赤坂)

### 出演イベント
- 2013年12月18日 - 『Two eye Lines vol.20』
- 2014年07月16日 - Girl's Up!!! vol.128
- 2014年09月25日 - Girl's UP!!! vol.131
- 2014年10月11日 - MINAMI WHEEL 2014
- 2015年01月25日 - 12runch
- 2015年01月30日 - Minnie the Moocher!!!
- 2015年03月12日 - Girl's UP!!! vol.138〜shibuya eggman 34th Aniversary〜
- 2015年04月18日 - wacci presents「君とシェア 2015 春 -四月は君とシェア」
- 2015年04月25日 - 音楽のまち・かわさき アジア交流音楽祭 2015
- 2015年04月29日 - HUG ROCK FESTIVAL 2015
- 2015年05月09日 - oricon Sound Blowin' 2015〜spring〜
- 2015年06月07日 - SAKAE SP-RING 2015
- 2015年07月03日 - 音霊 OTODAMA SEA STUDIO 2015「ビーチのシンフォニー2015'」
- 2015年07月07日 - 『saku saku』の七夕まつり
- 2015年09月16日 - 酸欠少女さユり 夜明けのパラレル実験室 vol.3 supported by 2.5D×KAI-YOU
- 2015年09月26日 - 名護フェス vol.2 for GIRLS
- 2015年10月03日 - Candy Box Vol.3
- 2015年10月11日 - MINAMI WHEEL 2015
- 2015年11月24日 - tvk MUTOMA"しなまゆの南武線ドミネーション"番宣ツアー FINAL
- 2015年12月17日 - 坂崎幸之助のももいろフォーク村NEXT「坂崎幸之助のももいろロッククリスマス」
- 2015年12月31日 - ももいろクローバーZ 第一回 ももいろカウントダウン 〜ゆく桃くる桃〜
- 2016年02月21日 - 新星堂×ROCKTOWN presents Girls Explotion
- 2016年04月17日 - トアロード・アコースティック・フェスティバル 2016
- 2016年06月05日 - SAKAE SP-RING 2016
- 2016年06月24日 - BAYSIS 10th ANNIVERSARY
- 2016年07月12日 - 音霊 OTODAMA SEA STUDIO 2016「そうだ!海に行こう!!」
- 2016年07月30日 - a-nation island 「GIRLS' FACTORY16」
- 2016年08月03日 - a-nation island 坂崎幸之助の第2回ももいろフォーク村デラックス
- 2016年08月13日 - KYOTO ROOTER×2 presents『SPACIUM光線 〜POPの殿堂編〜』
- 2016年11月19日 - 横浜BAY JUNGLE11周年企画イベント Sweet Voice Jungle!! vol.1
- 2017年03月03日 - Candy Box Vol.4
- 2017年03月18日 - イオン本牧店

- 2024年5月11日(土) - 横浜ランドマークホール 青山吉能さん Birthday LIVE「C’est nickel!」にて、 「My Tale」「moshi moshi」のLive Remixを担当　※小幡
- 2024年5月18日(土) - こども自然公園（二俣川）Yokohama Nature Week 2024 アーティストライブ(info1、info2)※ライブ会場：プレイフルガーデン（雨天時は、青少年野外活動センターに変更）
- 2024年6月9日(日) - 愛知　Niterra日本特殊陶業市民会館フォレストホール『LAWSON presents 雨宮天 Live Tour 2024 “Ten to Bluer Sky”』（info）※小幡のみサポート出演
- 2024年6月16日(日) - 象の鼻テラス『横浜ヨコハマ×コアラモード. 笑って歌って父の日スペシャルLIVE』10:30〜（INFO）
- 2024年6月16日(日) - 東京　代官山 晴れたら空に豆まいて『辻香織フォークフェスティバル vol.5（辻香織さん、藤田恵美さん）』（info）※小幡のみサポート出演
- 2024年6月21日(金) - 東京　渋谷 Spotify O-Crest『〜「どんなに打ちのめされても」全曲バンドライブ＋more〜 あなたは失格！そうはっきり言われたい2024』和-IZUMI-（橘いずみ）さん（info）※小幡のみサポート出演
- 2024年6月23日(日) - 東京　立川ステージガーデン『LAWSON presents 雨宮天 Live Tour 2024 “Ten to Bluer Sky”』（info）※小幡のみサポート出演
- 2024年6月26日(水) - 東京　代官山SPACE ODD『トミタ栞のイチイチ楽しい11周年ワンマンライブ☆ハイテンション↑↑ダー！ワンワン！』（info）※小幡のみサポート出演
- 2024年7月3日(水) - 川崎　CLUB CITTA'『MY POP TOWN』（K.K.、ブルーペンギン、Ran と共演）（info）
- 2024年7月7日(日) - ヤマハミュージック 横浜みなとみらい 2F ライブ＆カフェ『あんにゅアコースティックギター トーク＆ライヴ ～ゆ〜かりに短冊～』（info）（配信あり）
- 2024年8月14日(水) - 渋谷宇田川町界隈11会場＋1バス『HUG ROCK FESTIVAL 2024 サマー』（info&申込）
- 2024年9月23日(月）- 横浜駅西口ムービル3Fライブハウス３会場『ジェイハグロックフェスティバル2024』 ※あんにゅのみ出演（info&申込）
- 2024年9月29日(日) - FMヨコハマ おもいやりマルシェ ※あんにゅのみ出演
- 2025年2月1日(土) - トミタ栞バースデーライブ2025　ビター・テイスト